# Louis Moses Rose

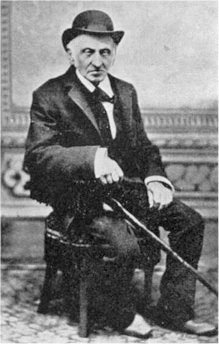
Moses Rose

Louis Moses Rose (La Férée, 1785 – 1851) è stato un avventuriero francese famoso per essere stato (secondo la tradizione) l'unico miliziano ad abbandonare forte Alamo prima dell'attacco delle forze messicane del generale Antonio López de Santa Anna.

## Biografia
Nato a La Férée, in Francia, nel 1801 si arruolò nel 101º reggimento di linea dell'armata di Napoleone Bonaparte, acquisendo i gradi di ufficiale. Decorato della Legion d'onore per i suoi meriti militari, partecipò alla disastrosa campagna di Russia che segnò l'inizio del declino dell'astro napoleonico (1812). Non è dato ancora sapere con precisione quando e come entrò in Nord America, precisamente a Nacogdoches, Texas, ma si impiegò come falegname e più tardi come corriere tra Nacogdoches e Natchitoches, Louisiana. Amico di Jim Bowie, si unì alla ribellione e partecipò alla battaglia di Nacogdoches del 1832 ed all'assedio di Bexar fino a ritrovarsi tra i difensori di Alamo.
Rose combatté per dieci giorni, contribuendo alla difesa del forte, ma tre giorni prima che Alamo cadesse, decise di abbandonare i suoi compagni. Secondo la tradizione, il Capitano William Barret Travis tracciò con la punta della sua spada una linea sul terreno invitando tutti coloro che non si sentissero in animo di rimanere a resistere nel forte di oltrepassarla. Rose, allora, oltrepassò la linea, unico tra tutti, dicendo semplicemente "Per Dio, non sono ancora pronto per morire!"; in quel momento aveva 51 anni e proprio per la sua età e la folta barba che gli incorniciava il viso era soprannominato "Moses" dai suoi compagni. Durante la notte, i compagni lo fecero fuggire da una finestra senza tuttavia biasimarlo, avendo egli comunque servito la causa texana con coraggio fino a quel momento.